# Anomaloglossus baeobatrachus
Anomaloglossus baeobatrachus – gatunek południowoamerykańskiego płaza bezogonowego z rodziny Aromobatidae.

## Występowanie
Spotkać go można na północy Ameryki Południowej. W przeciwieństwie do wielu innych gatunków z rodzaju Anomaloglossus opisywany tu gatunek ma szerszy zasięg występowania, nie ograniczający się do jednego tylko kraju. Płaz ten zamieszkuje bowiem północną Brazylię, Surinam, Gujanę Francuską i Gujanę.
Zamieszkuje on nizinne lasy tropikalne i bagna, jak jego krewni. Jest spotykany do wysokości 800 m n.p.m.